# Historia Prymasowskiego Wyższego Seminarium Duchownego w Gnieźnie
Kalendarium historii Prymasowskiego Wyższego Seminarium Duchownego w Gnieźnie.

## Powstanie i początki działalności
Do naszych czasów nie zachowały się praktycznie żadne akta seminaryjnej kancelarii z pierwszych lat jej istnienia. Wszelkie informacje, dotyczące powstania prymasowskiego seminarium pochodzą z akt Kapituły Prymasowskiej.
1581 – Powołanie w Kaliszu pierwszego na terenie archidiecezji gnieźnieńskiej seminarium duchownego.
26 III 1591 – Arcybiskup gnieźnieński Stanisław Karnkowski wezwał opatów Arnolfa Uchańskiego z Sulejowa i Stanisława Kietlińskiego z Witowa na generalne posiedzenie kapituły gnieźnieńskiej, w charakterze doradców w sprawie diecezjalnego seminarium duchownego.
1597 – Arcybiskup Karnkowski przebywając w Gnieźnie z racji odbywającej się tu tzw. kapituły generalnej dostrzegł niedostatek ilości kleryków, którzy pomagaliby w katedrze i uświetniali swoją obecnością i służbą odprawiające się tam nabożeństwa. W związku z tym prymas postanowił powołać do życia seminarium duchowne.
12 VIII 1598 – Pierwszy akt fundacyjny, stanowiący niejako pierwszy krok na drodze realizacji pomysłu otwarcia seminarium duchownego w Gnieźnie. Arcybiskup przygotował wstępne uposażenie seminarium, następnie próbował je poszerzyć wcielając do niego bogate probostwo Kanoników Regularnych Grobu Chrystusowego w Gnieźnie. Aby pomysł ten zrealizować 26 II 1600 roku uzyskał zgodę królewską od króla Zygmunta III, który przychylając się do prośby arcybiskupa, pozwolił na włączenie dochodów prepozytury kanonicznej Grobu Chrystusowego w Gnieźnie na rzecz nowo założonego tam seminarium duchownego. Zamiar ten zniweczyły zabiegi zakonu w Rzymie.
22 X 1598 – Arcybiskup Karnkowski przedstawia kapitule gnieźnieńskiej projekt przeniesienia seminarium kaliskiego do Gniezna. Ta przyjmuje to z uznaniem, lecz niestety brakuje dowodów czy kiedykolwiek zajmuje się tą sprawą. Po czterech latach ponownie wraca się do realizowania projektu otwarcia seminarium duchownego w Gnieźnie.
26 XI 1602 – W Łowiczu arcybiskup gnieźnieński Stanisław Karnkowski erygował i uposażył seminarium diecezjalne w Gnieźnie. Dekret erekcyjny podawał ramy organizacyjne seminarium jak i dokładniejsze zagadnienia gospodarcze. W myśl tegoż dekretu w całym seminarium miało kształcić się 12 wychowanków. Praktycznie całkowitą opiekę nad seminarium, w zastępstwie arcybiskupa gnieźnieńskiego miała sprawować kapituła katedralna, a kierownictwo samym zakładem spoczywało na księżach diecezjalnych i składało się z prefekta (kierownika) i dwóch profesorów. Sam dekret erekcyjny nie wystarczał jednak do otwarcia seminarium, należało zdobyć jeszcze zatwierdzenie króla polskiego i Stolicy Apostolskiej. Zgodę króla arcybiskup pragnął uzyskać na najbliższym sejmie (ten obradował w Krakowie w dniach 4 II – 5 III 1603 r.). Ponieważ jednak w roku 1603 arcybiskup poważnie zachorował i nie mógł osobiście udać się do Krakowa, wysłał tą sprawą archidiakona Wincentego de Sevé.
2 III 1603 – Król Polski Zygmunt III Waza zatwierdził dokument arcybiskupa Stanisława Karnkowskiego dotyczący erekcji i uposażenia seminarium diecezjalnego w Gnieźnie.
23 IV 1603 – De Sevé przedstawił kapitule pismo kancelarii królewskiej.
25 X 1603 – Kapituła stwierdziła, że gmach seminaryjny jeszcze nie nadaje się do zamieszkania ze względu na bardzo poważne braki architektoniczne.
1604 – Na piątym posiedzeniu jesiennej sesji kapituły zapadła decyzja o zwrócenie się do Stolicy Apostolskiej w celu zatwierdzenia założenia seminarium. Udał się tam ówczesny prowizor – Wincenty de Sevé, który w 1605 powrócił do kraju z aktem zatwierdzenia Stolicy Apostolskiej. Do tego czasu kapituła na użytek seminarium zakupiła wsie leżące w okolicy Gniezna.
28 IV 1613 – W Gnieźnie podczas jarmarku wybuchł pożar, który rozmiarami objął całe miasto. Ponieważ pożar ogarnął także drewniany gmach seminaryjny, stanowiło to pierwszy poważny wstrząs w historii seminarium. Klerycy w tym czasie mieszkali najpierw w wynajętym w mieście domu, potem na Cierpięgach, a w końcu w domu ówczesnego prefekta Jakuba Dubiusa.
1613-1620 – Nad odbudową nowego gmachu obradowano przez siedem lat. Kolejny arcybiskup Wawrzyniec Gembicki pragnąc sfinalizować sprawę odbudowy spalonego seminarium zwrócił uwagę na plac, zwany Rymanowskie, którego właścicielem byli wikariusze katedralni, a który według niego doskonale nadawał się na miejsce dla seminarium. Kapituła przyjęła ten pomysł, ale wikariusze nie chcieli przystać na taką propozycję. W końcu, pod warunkiem zamiany na folwark archidiakona gnieźnieńskiego, przychylili się do propozycji arcybiskupa.
1621 – Na mocy postanowień synodu diecezjalnego w Łowiczu (24 X 1620), zostało przeniesione kaliskie seminarium diecezjalne. Przyniosło to z jednej strony zwiększenie liczby alumnów, a z drugiej wzrost uposażenia.
1624 – W Gnieźnie wybuchła zaraza, która na krótki czas przerwała normalny tok studiów. Profesorowie i klerycy przenieśli się do Niestronna, gdzie przebywali do czasu ustania razy (1625). Od 1624 seminarium trapiły też wielkie kłopoty finansowe. Wzrosły koszty utrzymania kleryków jak i zakładu, dochody były bardzo niskie, a rozchody z roku na rok coraz bardziej przekraczały wysokość uposażenia. Spowodowało to, że arcybiskup Wężyk w 1637 wysunął propozycję przeniesienia seminarium gnieźnieńskiego do Kalisza. Kapituła jednak, nie zgadzała się z tym pomysłem i zwlekała z odpowiedzią na propozycję prymasa. Ten umarł w 1638 r.
1638-1654 – Począwszy od roku 1638 do pierwszej połowy XVII w. obserwowany był okres szczytowego rozwoju gnieźnieńskiego seminarium. Do końca nie wyjaśnione pozostają motywy arcybiskupa Łubieńskiego, który w 1644 r. przedstawił kolejną propozycję przeniesienia seminarium. Kapituła ponownie stanowczo sprzeciwiła się temu pomysłowi.
1655-1670 – Lata świetności seminarium przerwała w roku 1655 inwazja szwedzka. Doprowadziła ona do niemal całkowitego zniszczenia majątków seminaryjnych, na skutek zarówno samego przemarszu, jak i grabieży dokonanych przez wojsko. W 1661 kapituła stwierdziła, iż dochody wystarczają na utrzymanie zaledwie trzech kleryków. Wówczas (rok 1667) arcybiskup Mikołaj Jan Prażmowski wysunął projekt przeniesienia domu formacji do Kalisza, gdzie według niego kwitły studia. Idąc na bardzo szerokie ustępstwa, próbował za wszelką cenę przeforsować swoją propozycję. Nie chciał zlikwidować gnieźnieńskiego seminarium, ale wykorzystać Gniezno jako miejsce praktyki duszpasterskiej w katedrze, po odbyciu trzyletnich kaliskich studiów filozoficznych. Kapituła jednak zdecydowanie odrzuciła taką propozycję wykorzystując argument, że założycielowi seminarium gnieźnieńskiego chodziło nie tyle o gruntowne wykształcenie naukowe, ile o praktyczne przygotowanie do kapłaństwa przez służbę w katedrze. Odtąd arcybiskup nie powrócił już do tej sprawy, ale też nie przejawiał odtąd żadnego zainteresowania seminarium.
1670-1718 – Od 1670 r. Seminarium wróciło do normalnego stanu. Niweczone były zniszczenia wojenne. Dostrzeżono nieznaczny wzrost powołań (w seminarium znajdowało się od 7-9 kleryków). Przez 20 lat brakowało pieniędzy na remont gmachu seminaryjnego. Chociaż po czasie sytuacja polepszyła się i podejmowane były próby napraw, to jednak brak konserwacji prowadził do coraz gorszego stan budynku. Dopiero w 1698 zaczęto kierować prośby o pomoc finansową do ówczesnego arcybiskupa Radziejowskiego. Niestety w tym czasie żaden poważny remont nie był przeprowadzony i zabudowania w 1700 roku uległy zupełnej ruinie. W czasie wojny północnej, z powodu prawie całkowitego zniszczenia, majątki nie dostarczały żadnych dochodów. Brak pieniędzy uniemożliwił ratowanie domu seminaryjnego jak również i utrzymanie normalnej liczby kleryków. Kapituła zredukowała ich liczbę do dwóch, a następnie do trzech, od 1713 r. – czterech alumnów. Udzieliła też seminarium niezbędnej pomocy finansowej.

## Wiek XVIII
1718 – Próby podniesienia z upadku seminarium gnieźnieńskiego podjął arcybiskup Stanisław Szembek, który w 1718 dokonał jego reorganizacji. Pragnął on, by kapituła przez rok naprawiła cały gmach od fundamentów i by po roku mogło tam zamieszkać 12 kleryków i prefekt. Fundusze na cel odbudowy zbierał z dochodów wsi Więcbork i Kobylniki. Nie wiadomo jednak czy w ogóle zaczęto odbudowę przed czerwcem 1718.
8 VI 1718 – Kanonik Feliks Kretkowski przedstawił kapitule katedralnej decyzję arcybiskupa, na mocy której seminarium gnieźnieńskie miało zostać zreorganizowane. W swoim dekrecie arcybiskup zarządzanie i troskę o seminarium powierzył Zgromadzeniu Misjonarzy św. Wincentego Paulo.
1782-1783 – Z pomocą seminarium duchownemu przyszedł arcybiskup Antoni Kazimierz Ostrowski. Sfinansował on z własnych funduszów nowy, jednopiętrowy gmach. Stał on w obecnym miejscu i swoim kształtem przypominał dzisiejsze seminarium, choć od XVIII wieku ulegało ono dalszym przeobrażeniom. Budynek posiadał refektarz, salę wykładową i dwie salki. Z tego też czasu pochodzi dzisiejsza kaplica Zwiastowania NMP.

## Czas zaborów i I wojny światowej
W okresie zaborów rząd pruski podejmował próby zlikwidowania seminarium gnieźnieńskiego (1801, 1822, 1835). Tylko dzięki protestom arcybiskupa Ignacego Krasickiego udało się uniknąć zamknięcia instytucji. Kolejny ordynariusz – arcybiskup Ignacy Antoni Raczyński w 1811 roku, w trosce o podniesienie poziomu wykształcenia kleru diecezjalnego, wprowadził obowiązek czteroletnich studiów seminaryjnych. Klęska Napoleona niosła za sobą podział terytorium Księstwa Warszawskiego. Prusacy rozpoczęli zagorzały atak mający zlikwidować archidiecezję gnieźnieńską. Doprowadziło to do usunięcia Księży Misjonarzy z Gniezna, po przeszło stuletniej pracy w seminarium gnieźnieńskim.
1835-1875 – Arcybiskup Marcin Dunin nie zgodził się na zamknięcie seminarium gnieźnieńskiego. Utworzył on seminarium wspólne dla diecezji gnieźnieńskiej i poznańskiej. Przebieg studiów w nim wyglądał następująco: po trzyletnim przygotowaniu teoretycznym w seminarium poznańskim, alumni udawali się na kurs praktyczny do seminarium gnieźnieńskiego, które otrzymało nazwę: Seminarium Clericorum Practicum – czyli Seminarium Praktyczne. Taka sytuacja trwała aż do roku 1927. W okresie Kulturkampfu rząd pruski zamknął obydwa seminaria. Gnieźnieńskie seminarium przerwało swoją działalność w 1875 r. W tym czasie kandydaci do stanu duchownego udawali się na uniwersytety zagraniczne między innymi do Rzymu, Innsbrucku czy Monasteru.
1886 – Na mocy ustawy wydanej przez rząd pruski z 21 V 1886 o zezwoleniu na reaktywowanie seminariów funkcjonujących przed 1873 rokiem zostaje otwarte praktyczne seminarium gnieźnieńskie. Opierało się ono na regulaminie zatwierdzonym przez arcybiskupa Juliusa Dindera.
1914-1918 – Okres I wojny światowej nie przyniósł zahamowania działalności seminarium gnieźnieńskiego. Funkcjonowało ono bez większych przeszkód do 1927 roku. Ówczesny kardynał Edmund Dalbor nie widział potrzeby wprowadzania poważniejszych zmian w organizacji czy sposobie zarządzania seminarium. Ograniczył on swoją władzę w tym zakresie tylko do pewnych kwestii gospodarczych i spraw personalnych takich jak: nominacja rektora, wykładowców i członków komisji do spraw zarządu majątkiem seminaryjnym oraz komisji do spraw wychowania i dyscypliny.

## 20-lecie międzywojenne i II wojna światowa
1927-1939 – Rozbudowany przez dobudowanie trzeciego piętra oraz dwóch bocznych skrzydeł gmach seminarium gnieźnieńskiego mógł pomieścić 120 kleryków i sześciu profesorów. W 1928 kardynał August Hlond przeprowadził reorganizację studiów seminaryjnych i przeniósł do Gniezna dwuletnie studium filozofii, natomiast w 1933 przedłużył okres studiów teologicznych w Poznaniu do lat czterech. W ten sposób struktura studiów teologicznych zgadzała się z Kodeksem Prawa Kanonicznego. Kardynał Prymas zmienił całą obsadę personalną seminarium (ojcem duchownym został wówczas ks. Michał Kozal, późniejszy rektor, biskup i błogosławiony męczennik obozu w Dachau). Kardynał Hlond przywiązywał też olbrzymią wagę do odpowiedniego poziomu duchowego i intelektualnego seminarium gnieźnieńskiego. Angażował się osobiście w opracowywanie projektu statutów seminariów – wymaganych przez Kodeks Prawa Kanonicznego. Żywo interesował się życiem i problemami seminarium; sam określał czas trwania wakacji i okresowych przerw w nauce, decydował o zmianach w programie studiów i kilka razy w roku osobiście odwiedzał seminarium. Podejmował szereg starań w celu stworzenia z seminarium gnieźnieńskiego i poznańskiego akademii kościelnej, która posiadałaby prawo nadawania stopni licencjackich i doktorskich. Niestety zarówno w realizacji tego projektu, jak i w planach założenia w roku szkolnym 1939/40 niższego seminarium duchownego przeszkodził wybuch II wojny światowej.
1939 – W roku rozpoczęcia wojny archidiecezja gnieźnieńska i poznańska posiadała dwa wspólne zakłady teologiczne w Gnieźnie i Poznaniu. W 1938 r. poczet alumnów wynosił w Gnieźnie 66 osób. W latach 1939–1945 w seminarium w Gnieźnie nie prowadzono formacji dla przyszłych księży. Zajęty przez Niemców gmach uczelni służył początkowo jako szpital wojskowy, a następnie, przejęty przez Schutzpolizei, jako pierwsza w Kraju Warty szkoła policyjna dla Volksdeutschów. Tu po przyśpieszonym czteromiesięcznym kursie wychodzili komendanci posterunków policyjnych. Cały gmach został przebudowany na wzór niemieckich koszar, przez co zniszczono zabytkowe elementy wnętrz. Do budowy placu ćwiczeń używany był gruz ze zburzonej w pierwszym tygodniu okupacji synagogi żydowskiej. Cały księgozbiór natomiast wywieziono do kościoła św. Michała w Poznaniu.
1945 – Po wyzwoleniu bardzo szybko reaktywowane zostały studia seminaryjne. Klerycy, którym wojna przerwała formację, mogli ukończyć ją w trybie przyspieszonym. W latach 1945–1947, w związku ze zniszczeniem budynku seminarium poznańskiego w Gnieźnie odbywały się całe 6-letnie studia filozoficzno-teologiczne.
15 VII 1945 – Pierwsze święcenia kapłańskie dla czterech diakonów.

## Okres PRL
1948-1953 – Powrócono do przedwojennego modelu studiów filozoficznych w Gnieźnie i teologicznych w Poznaniu. W 1949 decyzją arcybiskupa Stefana Wyszyńskiego otwarte zostało w Gnieźnie niższe seminarium duchowne, które mieściło się w konwikcie, znajdującym się w pobliżu gmachu seminarium.
1953 – Kardynał Stefan Wyszyński, w porozumieniu z arcybiskupem Dymkiem, powołał do życia odrębne seminarium gnieźnieńskie, z całym sześcioletnim programem studiów. Rok akademicki 1953/54 to pierwszy rocznik nowego trybu nauki.
1966 – Obchody Milenium chrztu Polski i konkurencyjne obchody państwowe Tysiąclecia Państwa Polskiego w Gnieźnie.
07 IX 1974 – prymas dla celów dydaktyczno-duszpasterskich przyznał seminarium gnieźnieńskiemu kościół św. Jerzego, nad którym opiekę w tym czasie sprawował proboszcz parafii katedralnej.
24 V 1978 – Przyjęcie kopii obrazu Matki Bożej Częstochowskiej.
3-4 VI 1979 – Papież Jan Paweł II pielgrzymując po swojej ojczyźnie odwiedził Gniezno. W rezydencji arcybiskupów gnieźnieńskich spotkał się z moderatorami, profesorami i klerykami seminarium duchownego. Po wizycie papieża wzrosła znacznie liczba kandydatów do kapłaństwa.
12 IX 1979 – Kardynał Wyszyński wydał zgodę na budowę nowego gmachu seminarium, mającego zapewnić lepsze warunki mieszkaniowe w przepełnionym gmachu seminaryjnym.
15 XI 1982 – Wmurowano kamień węgielny pod budowę nowego gmachu seminaryjnego. Dokonał tego Prymas Polski Józef Glemp. Pierwsi klerycy wprowadzili się do nowej części seminarium w roku 1987. Budowę zakończono w 1990 roku. 4 X 1990 roku kardynał Józef Glemp dokonał uroczystego poświęcenia nowego gmachu seminaryjnego.
3 X 1984 – Seminarium odwiedziła Matka Teresa z Kalkuty

## Czasy współczesne
1 XII 1998 – Papieski Wydział Teologiczny na mocy ustawy zawartej pomiędzy Konferencją Episkopatu Polski a Rządem Rzeczypospolitej Polskiej został włączony w struktury Uniwersytetu im. Adama Mickiewicza w Poznaniu, tworząc Wydział Teologiczny.
16 XI 2002 – Jubileusz 400-lecia Prymasowskiego Wyższego Seminarium Duchownego w Gnieźnie.
2004 – zmiany terytorialne w Archidiecezji gnieźnieńskiej, utworzenie Diecezji bydgoskiej z własnym seminarium, przeniesienie znacznej liczby kleryków z Gniezna do Bydgoszczy
2005 – utworzenie kaplicy pw. Błogosławionych Męczenników w starym gmachu
14 IV 2016 – obchody 1050. rocznicy chrztu Polski pod przewodnictwem legata papieskiego
2015-2016 – generalny remont starego gmachu
1 X 2016 – powołanie Centrum Edukacyjno-Formacyjnego w nowym gmachu budynku seminaryjnego, przeniesienie seminarium do starego gmachu